# BAPS Шрі Свамінараян Мандір Торонто
Шрі Свамінараян Мандір Торонто (англ. BAPS Shri Swaminarayan Mandir Toronto) - індуїстський храм Торонто. Мандір є найбільшим у Канаді.

## Історія
Будівництво почалося 23 липня 2000 року в присутності Прамуха Свамі Махараджа. Будівництва було завершено в 2007 році. Офіційне відкриття мандіру відбулося 22 липня 2007 року в присутності Прамуха Свамі Махараджа. Також були присутні прем'єр-міністр Канади Стівен Гарпер, прем'єр-міністр Онтаріо Далтон Макгінті та мер Торонто Девід Міллер.
У центральній святині знаходяться мурті Свамінараяна, зліва від нього - Гунатітананд Свамі, якому поклоняються як Акшар-Пурушоттам Махарадж. Подібним чином у різних святинях зберігаються мурті головних стародавніх індуїстських божеств, таких як Радха і Крішна, Сіта і Рама, Шива і Парваті, Вішну і Лакшмі, Ганеша, Хунуман, а також лінія гуру BAPS, які є духовними наступниками Сумінараяна.

## Галерея

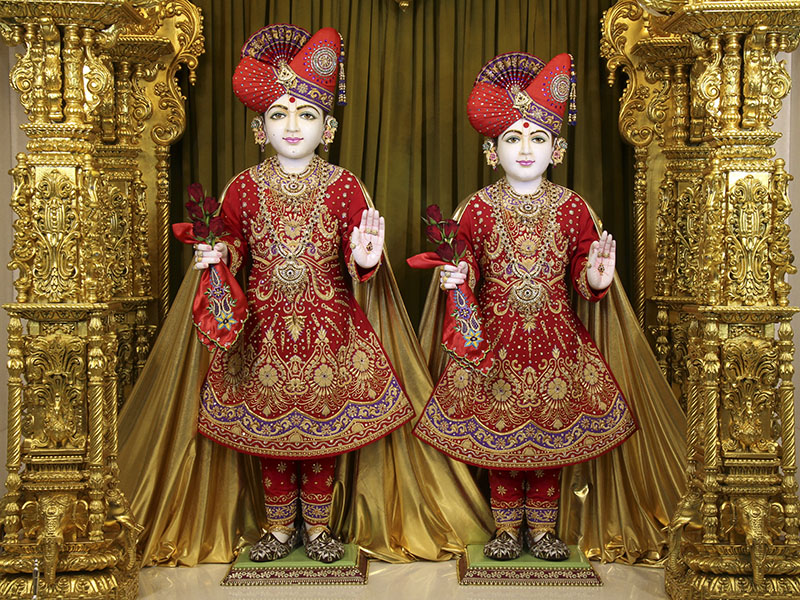
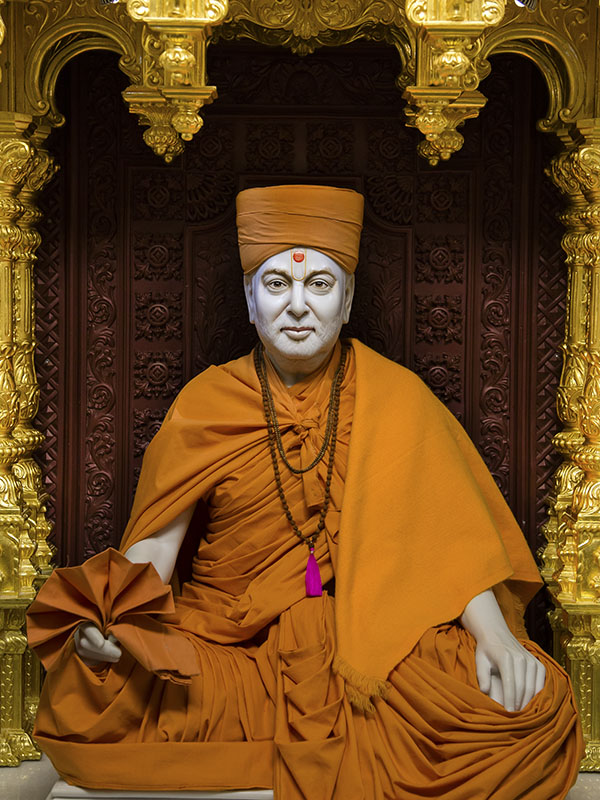
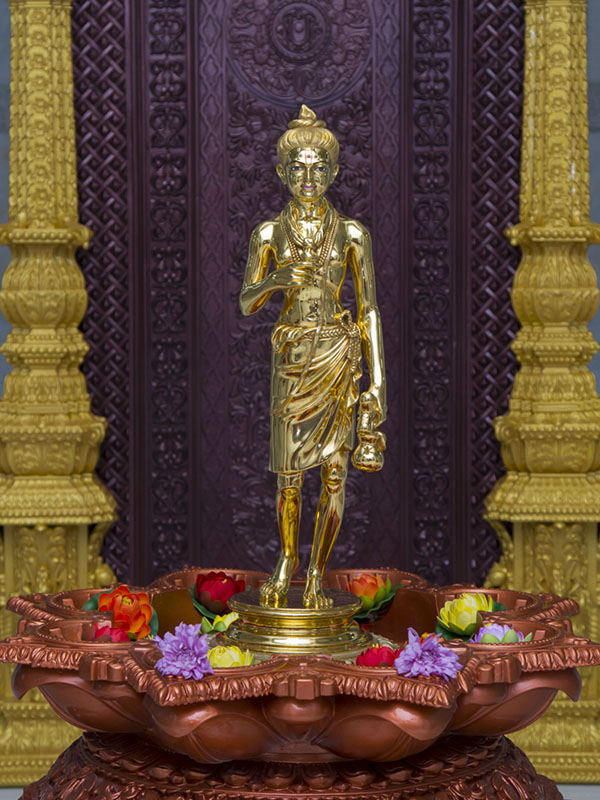